# アゲインスト・ミー
アゲインスト・ミー (Against Me!) は、フロリダ出身の4人組パンク・ロックバンド。

## 来歴
1997年、フロリダで結成。
2002年、アルバム『Against Me! Is Reinventing Axl Rose』でデビュー。
2003年、2作目のアルバム『Against Me! as the Eternal Cowboy』をFat Wreck Chordsからリリースする。
2005年、3作目のアルバム『Searching for a Former Clarity』をリリースする。
2007年、4作目のアルバム『New Wave』をSireからリリースする。
2010年、5作目のアルバム『White Crosses』をリリースする。
2012年、メインボーカルのTom Gabel がトランスジェンダーを告白、今後はホルモン注射や手術を含め、Laura Jane Graceという新しい名前で女性として生きていくことを発表した。妻と娘とは、今後も家族として暮らしていく予定。
2014年、6作目のアルバム『Transgender Dysphoria Blues』をTotal Treble Musicからリリースする。
2016年、7作目のアルバム『Shape Shift with Me』をリリースする。

## ディスコグラフィー
オリジナル・アルバム
- Against Me! Is Reinventing Axl Rose (2002年、No Idea)
- Against Me! as the Eternal Cowboy (2003年、Fat Wreck Chords)
- Searching for a Former Clarity (2005年、Fat Wreck Chords)
- ニュー・ウェイヴ / New Wave (2007年、Sire)
- White Crosses (2010年、Sire)
- Transgender Dysphoria Blues (2014年)
- Shape Shift with Me (2016年)

EP
- Against Me! (2000年、Crasshole)
- Crime as Forgiven by Against Me! (2001年、Sabot Productions)
- Against Me! (2001年、Sabot Productions)
- New Wave B-Sides (2008年、Sire)

デモ
- Against Me! (1997年、自主制作)
- Vivida Vis! (1998年、Misanthrope)
- The Original Cowboy (2009年、Fat Wreck Chords)
- Total Clarity (2011年、Fat Wreck Chords)

## 来日公演
- 2005年
  - 3月12日 東京 STUDIO COAST
- 2008年
  - 8月9日 大阪 WTCオープンエアスタジアム - SUMMER SONIC OSAKA
  - 8月10日 千葉 幕張メッセ - SUMMER SONIC TOKYO
- 2013年
  - 11月23日 東京 渋谷O-EAST